# 조도초등학교 소죽도분교
조도초등학교 소죽도분교는 전라남도 진도군 조도면 서거차도리에 있었던 초등학교 분교이다.

## 변천
- 1963년 12월 16일 거차국민학교 소죽도분교 설립인가
- 1964년 3월 2일 거차국민학교 소죽도분교장 개교
- 1967년 4월 1일 도서벽지학교 '갑'급 지정
- 1968년 5월 1일 도서벽지학교 '갑'급 재지정
- 1968년 9월 1일 현 교사로 이전
- 1973년 3월 1일 도서벽지학교 '갑'급 재지정
- 1979년 2월 1일 도서벽지학교 '특'급 조정
- 1982년 3월 1일 도서벽지학교 '갑'급 조정
- 1985년 3월 1일 동거차국민학교 소죽도분교 개편
- 1994년 9월 1일 조도국민학교 소죽도분교 개편
- 1996년 3월 1일 조도초등학교 소죽도분교 개편
- 2004년 3월 1일 폐교 및 조도초등학교 통폐합

## 같이 보기
- 조도초등학교